# راهرونهنگان
راهرونهنگان تیره‌ای از آب‌بازسانان آغازین در پاکستان کنونی بودند که هنوز توانایی حرکت در هر دو محیط آب و خشکی را داشتند. این تیره دارای سه سرده شناخته شده راهرونهنگ‌ها، گانداکاسیا، و هیمالیانهنگ‌ها بود.
دست و پاهای این جانوران برای تطابق بیشتر با زندگی در آب دگرگون شده بودند. پاهای عقبی راهرونهنگ شناور در سرده راهرونهنگ‌ها به خوبی شکل گرفته و به آن توانایی ایجاد پیش‌رانش در آب را داده بود.